# Helotorus capitator
Helotorus capitator är en stekelart som beskrevs av Henry Keith Townes, Jr. 1978. Helotorus capitator ingår i släktet Helotorus och familjen brokparasitsteklar. Arten är reproducerande i Sverige. Utöver nominatformen finns också underarten H. c. europeator.